# Bryonia melanocarpa
Bryonia melanocarpa là một loài thực vật có hoa trong họ Cucurbitaceae. Loài này được Nabiev mô tả khoa học đầu tiên năm 1961.